# Lagoon Engine
Lagoon Engine (ラグーンエンジン Ragūn Enjin?) es un manga creado por Yukiru Sugisaki, del género Shōjo. Sus protagonistas son Yen Ragun, de 12 años, y su hermano pequeño Jin Ragun, de 11 años, los cuales deben exorcizar a los maga, que son espíritus. Para derrotar a los maga, deben tratar de adivinar su nombre.
Serializado en la revista Kadokawa Asuka, ya lleva 7 tomos recopilatorios en el país nipón, siendo el séptimo lanzado el 17 de noviembre del 2007.

## Sinopsis
La historia se basa en las peripecias de dos hermanos, Yen y Jin, cuyo objetivo, debido a que pertenecen a un clan de exorcistas, es derrotar espíritus llamados maga. La forma de poder cumplirlo es averiguando el nombre de dichos maga, ya que en este manga, el poder que contienen las palabras está muy presente; incluso, para salvaguardar su integridad, deben mantener en secreto sus verdaderos nombres.
Los enemigos de esta aventura son los llamados Titiriteros enmascarados que han robado 19 libros que contenían magas y cuya motivación es causar el caos con estos. Yen y Jin deberán recuperarlos para impedir que cumplan su objetivo.

## Personajes
Yen Ragun (等軍 焔?): Es uno de los protagonistas del manga, tiene 12 años. Presenta una personalidad fría, es serio y algo tímido en un principio con las personas que le rodean. Tiene una enfermedad interna que él mismo no quiere reconocer. Es muy buen estudiante, obteniendo altas notas en las escuelas de Japón, quedando siempre en el primer lugar aunque empatado con su primo Ayato. Cuando lo conoce, En se muestra con él especialmente ruborizado, cabiéndose la posibilidad de que esté enamorándose de Ayato.
Él es un exorcista de maga, cuyo atributo es "Inteligencia" y su maga se llama Koga.
- Koga (古雅?): Es el maga de Yen. Koga se asemeja a un perro de tamaño medio y color oscuro; además posee un cuerno similar al que llevan los rinocerontes pero mucho más alargado, tiene las patas muy cortas. Él es un maga que es capaz de recordar y analizar mucha información, mas su capacidad ofensiva está muy mermada.

Jin Ragun (等軍 陣?): Es el otro protagonista principal del manga, tiene 11 años. Tiene una personalidad muy abierta y tiene un carácter algo sensible, siendo además una persona muy despistada. Al contrario que su hermano, no es un muy buen estudiante pero es mucho más valiente que él. Respecto a las relaciones, él haría cualquier cosa por su hermano, Jin siempre se está peleando con Erei, con Ayato se lleva bastante bien pero con Suguru, debido a decirle que pertenece a una familia secundaria, su relación es de odio.
Él es un exorcista de maga, cuyo atributo es "Ataque" y su maga se llama Sora.
- Sora (宙?): Es el maga de Jin. Sora es parecido a Koga, mas este es blanco, no tiene ningún cuerno y posee una grandes alas que le premiten volar. Él es un maga con habilidades opuestas a las de Koga, por lo tanto, su capacidad ofensiva es harto alta aunque sus aptitudes mentales muy poco desarrolladas.

Ayato Housui (峰水 綾人?): Primo de los hermanos Ragun, es un estudiante de una academia que siempre está empatando en notas con En. Con respecto a la personalidad de Ayato, es muy parecida a la del mayor de los hermanos Ragun, pero menos fría y es bastante educado. Objeto de deseo para Erei (que al verlo se mostró ella muy interesada por él), Ayato parece también haber logrado enamorar a Yen.
Él convive en casa de los Ragun debido a que su madre no podrá estar con él por un tiempo.
Suguru Mikami (御上 卓?): Es un chico que en principio aparenta ser misterioso y serio. Odia a Jin Ragun porque él le advierte que pertenece a una familia secundaria y, piensa que todos los Ragun son maliciosos.
Él es un exorcista de maga, cuyo atributo es de "Defensa" y su maga se llama Goro.
- Goro (護狼?): Es el maga de Suguru. Es un poco mayor que los maga de los hermanos Ragun. Se asemeja a un lobo de grandes orejas y largo y estilizado rabo.De mayor tamaño que Koga o Sora, es, además, de color negro.

Erei Moribayashi (もりばやし恵礼?): Es una chica que va a la misma clase de Jin Ragun. De personalidad fuerte, siempre se está peleando con Jin por cuestiones absurdas, aunque con Yen se lleva bien. Conoce la profesión de los hermanos y se siente muy atraída por Ayato.
Miki Kirishima (霧島 未来?): Es una compañera de Yen que nunca asiste a clase debido a una grave enfermedad que la mantiene en su cuarto de hospital, de la que no puede salir ya que moriría. Yen la visita a menudo y piensa que en un corto plazo de tiempo, puede que sea una exorcista, ya que es capaz de ver a Koga desde que su perro Tom se reunió con ella.
Hideaki Ragun (等軍 秀明?): Es el padre de los hermanos Ragun. Es un exorcista muy poderoso además de ser el jefe del clan familiar.
Akane Ragun (等軍 紅音?): Es la madre de Yen y Jin. Es escritora de novelas, en las que suele existir la peculiaridad de aparecer hombres con falda. Cocina muy mal.
Nagasaku Shintaro (永作 慎太郎?): Es el editor de la madre de los hermanos Ragun. Suele llevar falda ya que, según él, solo así puede inspirar a Akane a cumplir las fechas de entrega de sus libros.

## Terminología
Lagoon Engine presenta algunos términos que precisan de ser aclarados (han sido expuestos los nombres tal y como se muestran en la edición española del manga):
- Exorcistas (楽師?): Los exorcistas, en Lagoon Engine, se dedican a eliminar maga.Cada exorcista tiene un atributo, de entre los siguientes, a tenor de sus cualidades:
  - Ataque: Son aquellos en los que su especialidad son los ataques hacia los magas.
  - Defensa: Son aquellos que en combate, realizan actividades de defensa.
  - Inteligencia: Son aquellos que se dedican a adivinar los nombres a los maga.

Los exorcistas en Lagoon Engine tienen cierta relación con la música; Yukiru Sugisaki, de hecho, usó el término Gakushin (músico literalmente) para referirse a ellos y se hace referencias a la música.
- Titiriteros Enmascarados (仮面傀儡師?): Son lo opuesto a los exorcistas. Es decir, utilizan a los magas y hacen que bailen mal.

- Maga (凶?): Es un término que es usado para englobar fantasmas, demonios y espíritus de diversas formas.

- Gakuki (楽祈?): Son las varas que portan los protagonistas de la obra, les sirven para exorcizar a los maga y son, aparte de su herencia, el tesoro del clan. Cuando un Gakuki es tocado por alguien ajeno a sus dueños, recibe una descarga.

## Batallas
En Lagoon Engine, la victoria en las batallas pasa por averiguar el nombre del enemigo. Las batallas suelen dividirse en diferentes fases:
- Primero, se establece una barrera que concierna tanto al que la crea como al objetivo. El creador de la barrera es quien estipula las condiciones y efectos que dentro de ésta habrá.

- Posteriormente, ya dentro de la barrera, principalmente, se puede:
  - Negociar: Se intenta llegar a un acuerdo para que el rival pase a ser un aliado.
  - Exterminar: Para ello, se averigua primero su nombre y, posteriormente se le ataca.

Además, en las batallas, los contendientes pueden estar en tres diferentes estados, dependiendo de su capacidad para atacar y defenderse del enemigo:
- Dominante: Quien esté en esta situación, sus ataques serán muy potentes y los daños que el enemigo pueda ocasionarle son mínimos.
- Neutral: Posición de partida en la batalla. Puede tanto atacar como ser atacado.
- Recesivo: Quien esté en esta posición, verá mermada su capacidad de ataque y el riesgo de ser alcanzado por el enemigo será muy alto.

## Contenido de la obra

### Manga
La creadora de este manga es Yukiru Sugisaki, autora también de otras series como D•N•Angel o The Candidate for Goddess. Se serializa en la revista Kadokawa Asuka y, en 2008, había alcanzado el sexto tomo recopilatorio, aunque en España, de manos de la editorial Ivrea solo se dispone de los primeros seis, el séptimo tomo no se ha lanzado debido a la falta de contratación y ha sido incluso eliminado de su lista de lanzamientos.
A continuación se exponen los tomos que han sido publicados de Lagoon Engine, divididos por países, junto a las ISBN y fechas de lanzamiento correspondientes. 

#### Japón
| Título             | Fecha de lanzamiento | ISBN              |
| ------------------ | -------------------- | ----------------- |
| ラグーンエンジン 1 | 17/12/02             | 4-04-924927-8     |
| ラグーンエンジン 2 | 11/08/03             | 4-04-924951-0     |
| ラグーンエンジン 3 | 17/07/04             | 4-04-924978-2     |
| ラグーンエンジン 4 | 17/01/06             | 4-04-925020-9     |
| ラグーンエンジン 5 | 17/06/06             | 4-04-925027-6     |
| ラグーンエンジン 6 | 17/07/07             | 4-04-925046-6     |
| ラグーンエンジン 7 | 17/11/07             | 978-4-04-925054-1 |

#### España
| Título          | Fecha de lanzamiento | ISBN              |
| --------------- | -------------------- | ----------------- |
| Lagoon Engine 1 | 20/10/06             | 987-562-659-7     |
| Lagoon Engine 2 | Sept/2008            | 978-84-92449-58-3 |
| Lagoon Engine 3 | Oct/2008             | 978-84-92449-69-9 |
| Lagoon Engine 4 | Nov/2008             | 978-84-92449-76-7 |
| Lagoon Engine 5 | Dic/2008             | 978-84-92449-96-5 |
| Lagoon Engine 6 | Feb/2009             | 978-84-92592-05-0 |

#### Francia
| Título          | Fecha de lanzamiento | EAN/ISBN      |
| --------------- | -------------------- | ------------- |
| Lagoon Engine 1 | 13/09/06             | 2-7234-5499-1 |
| Lagoon Engine 2 | 06/06/07             | 9782723455930 |
| Lagoon Engine 3 | 16/10/07 *           | 9782723460200 |

#### Alemania
| Título          | Fecha de lanzamiento | ISBN              |
| --------------- | -------------------- | ----------------- |
| Lagoon Engine 1 |                      | 978-3-551-77851-2 |
| Lagoon Engine 2 |                      | 978-3-551-77852-9 |
| Lagoon Engine 3 |                      | 978-3-551-77853-6 |

#### Estados Unidos
| Título          | Fecha de lanzamiento | ISBN          |
| --------------- | -------------------- | ------------- |
| Lagoon Engine 1 | 11/01/05             | 1-59532-359-7 |
| Lagoon Engine 2 | 10/05/05             | 1-59532-603-0 |
| Lagoon Engine 3 | 13/09/05             | 1-59532-803-3 |
| Lagoon Engine 4 | 11/01/08             | 1-59816-801-0 |

### CD Drama
Lagoon Engine ha dado también en el país nipón una serie de CD Drama titulados Lagoon Engine "Sakura fubuki ni kieta nazo", de los cuales hay dos volúmenes que han visto la luz en el mercado.